# دوغ وليامز (لاعب كرة قدم أسترالية)
دوغ وليامز (بالإنجليزية: Doug Williams)‏ هو لاعب كرة قدم أسترالية أسترالي، ولد في 3 فبراير 1923، وتوفي في 18 أغسطس 2014 في Inverloch, Victoria ‏ في أستراليا.

## وصلات خارجية
- دوغ وليامز على موقع AustralianFootball.com (الإنجليزية)
- دوغ وليامز على موقع AFLtables.com (الإنجليزية)